# Helmut Pohl
Helmut Pohl (Marienbad, 14 d'agost de 1943 - Berlín, 12 d'agost de 2014) va ser un activista polític alemany, militant de la primera generació de la Fracció de l'Exèrcit Roig (RAF). El 1984 va ser condemnat a presó perpètua per un atemptat amb bomba, múltiples intents d'assassinat, robatori de bancs i pertinença a organització armada. El 1998 va ser indultat després de patir un ictus.

## Trajectòria
L'any 1964 va començar a estudiar filologia alemanya a la Universitat Johann Wolfgang Goethe de Frankfurt del Main però, l'octubre de 1971,va deixar els estudis sense títol. Entre 1967 i 1971 va treballar com a autònom a l'empresa pública de radiotelevisió Hessischer Rundfunk. A partir de 1970 va compaginar la seva feina amb el robatori de cotxes per a la primera generació de la RAF i, a mitjans de 1973, va passar a la clandestinitat per a unir-se a l'organització armada. Va estar implicat en el robatori a un banc situat al Fuhlsbütteler Strasse d'Hamburg. A partir de 1973, de la mà d'altres militants, va rebre instruccions precises dels presos de la primera generació de la RAF, que els van arribar a través dels seus advocats. Tanmateix, a l'Oficina de Protecció de la Constitució no li va passar desapercebut que Pohl estagués a l'ombra durant diversos mesos de 1973. El 4 de febrer de 1974 va ser detingut a Hamburg, juntament amb Christa Eckes, Ilse Stachowiak i l'advocat Eberhard Becker, en un operatiu en que van ser confiscats documents, armes i explosius. Per aquests càrrecs va ser condemnat a cinc anys de presó. Dins del centre penitenciari va assumir un paper protagonista a la RAF.
El 1975, membres de la segona generació de la RAF van intentar alliberar-lo, ja fos de forma directa, entrant dins de la presó, com indirecta, forçant l'intercanvi a la presa d'ostatges de l'ambaixada de l'Alemanya Occidental a Estocolm. Entre el 6 de juliol i el 12 d'agost de 1977 es va allotjar a l'ala d'alta seguretat de la presó de Stuttgart. Després del seu trasllat, la resta de membres de la RAF es van suïcidar durant la nit de la mort de Stammheim. Després d'això, es va descobrir una pistola, introduïda de contraban per l'advocat Arndt Müller, en un amagatall de paret de l'antiga cel·la de Pohl, que va romandre sense utilitzar després del seu trasllat. El 25 de setembre de 1979, va ser alliberat i immediatament va tornar a passar a la clandestinitat. El 19 de setembre de 1980, va entrar a la República Democràtica Alemanya amb altres membres de la RAF i va negociar amb el seu Ministeri de Seguretat de l'Estat per, al cap de 14 dies, entrar encobert a la República Federal d'Alemanya.
El 31 d'agost de 1981 va participar de l'«escamot Sigurd Debus» de la RAF, responsable de l'atemptat contra el quarter general de la Força Aèria dels Estats Units d'Amèrica a Ramstein, en el qual 18 soldats estatunidencs i 2 d'alemanys van resultar ferits. El 2 de juliol de 1984, va ser detingut de nou en una operació a l'apartament de l'organització, situat al carrer Bergerstrasse de Frankfurt del Main, en la qual també van ser detinguts Christa Eckes, Stefan Frey, Ingrid Jakobsmeyer, Barbara Ernst i Ernst Volker Staub. D'aquella actuació, la policia en va extreure molts documents escrits i material de logística. En el judici va ser condemnat a presó perpètua per l'atac amb bomba, múltiples intents d'assassinat, robatori a bancs i pertinença a organització armada. A la presó va participar de diverses vagues de fam. Una d'elles, entre el 27 de juliol i el 3 d'agost de 1994, de forma conjunta amb els altres presos de la RAF Irmgard Möller, Hanna Krabbe, Sieglinde Hofmann, Manuela Happe, Eva Haule, Rolf Heissler, Christine Kuby, Heidi Schulz, Birgit Hogefeld, Brigitte Mohnhaupt, Christian Klar i Rolf Clemens Wagner, amb la demanda de l'immediat alliberament d'Irmgard Möller, després de 22 anys entre reixes. Quan es van complir 23 anys de presó, i era la dona que portava més temps empresonada a Alemanya, va ser alliberada l'1 de desembre de 1994 de la presó de Lübeck. A la presó, Pohl va tenir un paper de lideratge entre els membres de la RAF empresonats. En aquest sentit, juntament amb Brigitte Mohnhaupt, va redactar les declaracions a repetir pels presos de l'organització.
El 19 de maig de 1998, unes setmanes després de la dissolució oficial de la RAF, va ser indultat pel president federal Roman Herzog després de patir un ictus i haver demanat expressament l'excarceració el 15 de gener de 1997. Després del seu alliberament més enllà de l'1 de juny de 1998, va continuar justificant les accions de la RAF. El 12 d'agost de 2014 va morir a Berlín. En el seu obituari, Der Spiegel el va descriure com un dels teòrics del grup armat.